# Старкіожд (комуна)
Старкіожд (рум. Starchiojd) — комуна у повіті Прахова в Румунії. До складу комуни входять такі села (дані про населення за 2002 рік):
- Бредет (117 осіб)
- Валя-Аней (693 особи)
- Гресія (8 осіб)
- Змеурет (47 осіб)
- Ротаря (240 осіб)
- Старкіожд (3439 осіб) — адміністративний центр комуни

Комуна розташована на відстані 98 км на північ від Бухареста, 44 км на північ від Плоєшті, 144 км на захід від Галаца, 58 км на південний схід від Брашова.

## Населення
За даними перепису населення 2002 року у комуні проживали 6703 особи.
Національний склад населення комуни:
| Національність | Кількість осіб | Відсоток |
| -------------- | -------------- | -------- |
| румуни         | 6661           | 99,4%    |
| цигани         | 38             | 0,6%     |
| угорці         | 2              | < 0,1%   |
| українці       | 1              | < 0,1%   |

Рідною мовою назвали:
| Мова      | Кількість осіб | Відсоток |
| --------- | -------------- | -------- |
| румунська | 6696           | 99,9%    |
| циганська | 5              | 0,1%     |
| угорська  | 1              | < 0,1%   |
| російська | 1              | < 0,1%   |

Склад населення комуни за віросповіданням:
| Релігія        | Кількість осіб | Відсоток |
| -------------- | -------------- | -------- |
| православні    | 6538           | 97,5%    |
| адвентисти     | 104            | 1,6%     |
| п'ятдесятники  | 32             | 0,5%     |
| баптисти       | 28             | 0,4%     |
| греко-католики | 1              | < 0,1%   |